# Cinema adolescente
Cinema adolescente é um gênero cinematográfico direcionado a adolescentes, pré-adolescentes e/ou jovens adultos. Os enredos comumente se passam em escolas de ensino médio ou faculdades (também apresentando personagens nessas faixas etárias) e se baseiam em situações comuns da adolescência, como bullying, conflito com os pais, tentativa de se encaixar e amadurecimento - assuntos esses que são normalmente sérios, mas apresentados de forma excessivamente glamourosa, estereotipada ou banal na maioria desses filmes. 
Muitos personagens adolescentes de 14 a 16 anos são retratados por atores jovens adultos na casa dos 20 anos. Alguns filmes adolescentes atraem jovens do sexo masculino, enquanto outros atraem jovens do sexo feminino.

## Itens comuns
Os filmes adolescentes podem abordar uma variedade de temas, que variam dependendo do contexto cultural do filme, mas podem incluir a vida no ensino médio, a puberdade, o uso de drogas e bebidas alcoólicas, conflitos com os pais e a perda da virgindade, bem como a gravidez na adolescência. 
Quase tudo relacionado ao cinema adolescente vem dos filmes americanos. Um dos trunfos mais usados na produção de filmes deste gênero é a ênfase em estereótipos e grupos sociais. Alguns dos estereótipos mais usados (falando dos personagens) incluem a líder de torcida, a "garota popular", a "garota(o) do lado", o rebelde, o "palhaço" da turma e o novato que é rejeitado pelos populares.
Existem muitos outros itens comuns do cinema adolescente, indo além dos personagens e dos temas. Esses filmes geralmente se passam dentro ou próximo a escolas de ensino médio e locais frequentados por adolescentes, como shoppings e restaurantes temáticos (e comumente esses adolescentes vão a esses lugares sem o acompanhamento dos pais), permitindo que diferentes contextos e grupos sociais sejam mostrados. Essas configurações são típicas do clássico filme adolescente de comédia romântica.

## Arquétipos
O uso de arquétipos é extremamente comum neste gênero cinematográfico - um bom exemplo pode ser visto no filme The Breakfast Club, de 1985. Desde então, esses arquétipos se tornaram uma parte maior da cultura. O atleta, a líder de torcida e o pária social, entre outros, tornam-se uma característica familiar e prazerosa para o público, apesar de alguns julgarem essas figuras como repetitivas. Contudo, os gêneros são dinâmicos - isto é, eles mudam e se desenvolvem para atender às expectativas de seu público-alvo.

## Roteiristas e diretores notáveis

### Herman Raucher
Herman Raucher, junto de Robert Mulligan, popularizou o gênero com filmes como Summer of '42 (1971) e Class of '44 (1973).

### George Lucas
George Lucas foi creditado por aperfeiçoar o gênero ao escrever o roteiro e assumir a direção de American Graffiti (1973).

### John Hughes
O cinema adolescente ganhou mais credibilidade durante a década de 1980 com as obras do escritor e diretor John Hughes. Seu legado de filmes adolescentes, incluindo o já citado The Breakfast Club, Ferris Bueller's Day Off, Sixteen Candles, provou ser popular não apenas entre o público, mas também entre a crítica especializada. 

### Gregg Araki
Gregg Araki fez alguns filmes independentes na década de 1990. Seus filmes, particularmente os da trilogia Teen Apocalypse (que consiste em Totally Fucked Up, The Doom Generation e Nowhere), são notáveis por capturar as insatisfações dos adolescentes suburbanos da Geração X.

### Eric Rohmer
Um diretor pioneiro da Nouvelle vague, Éric Rohmer é notável por focar em jovens adultos e suas complicações com o amor em vários de seus filmes como La Collectionneuse, Claire's Knee, Pauline at the Beach, My Girlfriend's Boyfriend e A Summer's Tale .